# 恤救規則
恤救規則（じゅっきゅうきそく、明治7年12月8日太政官第162号達）は、生活困窮者の公的救済に関する法令である。
明治政府が生活困窮者の公的救済を目的として、日本で初めて統一的な基準をもって発布した救貧法である。全5か条。1932年の救護法施行により廃止。

## 成立の背景
1868年1月3日（慶応3年12月9日）の王政復古の大号令で、新政府は、幕府の失政で民衆の生活が苦しくなったことを難じ、自らの仁政への意欲を宣言した。続いて困窮者・高齢者を救うための個々の施策をとったが、それは人心収攬のための「一時の権謀」にすぎず、短期間で止めてしまった。配慮が残されたのは兵火・天災の罹災者への一時的給付で、その実施は地方官に任された。
廃藩置県がなされる1871年（明治4年）まで、新政府の民政が及ぶのは直轄地である府県だけで、藩は従来通り藩主（藩知事）が独自の法制度で統治した。諸藩の中には、民を撫育するという儒教的な目的による仁政として、貧窮者への食糧等の給与の制度を持つところがあった。一部の府県にも貧困対策に熱心な地方官がおり、府県独自の課税によって救貧政策を実施した。ところが政府は公費（国費）の投入を徹底して避け、民費（府県の独自課税）による救済にも消極的な姿勢をみせた。
罹災者を除く当時の窮民には、寡婦、孤独老人、孤児、障害者、重病者といった生計維持困難者のほかに、農村部と都市部にそれぞれ多数の貧困者がいた。これらのうち、多くの地方官が要請したのは貧農の救済であった。幕末から明治初年にかけて激化する農民一揆に直面した府県と藩にとって、農民救済は単なる仁慈ですまない必要性を持っていた。新政府の側では、民心をつなぎ止める必要は理解しつつ、中央からの支出は避ける方向で一貫していた。ならば府県・藩が独自課税・独自規則で救済するよりほかないが、そうなると救済が不十分な近隣地方に不公平感を生むだけでなく、仁政の功績が地方官のものになって天皇の仁政にならないという危惧も持っていた。これが廃藩置県を断行させた一因で、かつ、廃藩直後に恤救規則制定を進めた動機でもあった。

## 恤救規則以前の救貧政策
恤救規則の諸規定には、先行する通達や規定があった。個々の要請・許可のやりとりや個別問題に関する通達、府県の一般行政に関する規則など、明治初年に断片的に積み重ねられた諸規定をまとめたものが恤救規則と言える。
先行規定としては、まず慶応4年（1868年）6月22日の太政官から府県への通達がある。洪水・兵火による窮民の救済は府県に任せるというもので、内容・程度・種類・方法などの規定なく、地方官に委ねられた。
続いて明治2年（1869年）2月5日、府県施政順序という府県がとるべき政策を列挙した規則の中に、「窮民を救うこと」の一条がある。貧民を区分して救助方法を変えること、その費用に公費（国費）を使わないことが規定された。
この年7月27日に出された府県奉職規則では、「無告の窮民」は速やかに救助しなければならないとして、その権限を定めた。罹災者に対する応急的救助は地方官が専決し、事後に民部省に届け出る。継続的救助は民部省に伺を出し、民部省が決する。これが恤救規則にも引き継がれる手続き上の原則となった。
12月9日には、災害救助に関する細則が出され、15日以内、男1日3合、女1日2合の米の給付が地方官の権限として認められることになった。この日数と米の量が後々までの基準となる。
明治4年7月14日（1871年8月29日）の廃藩置県後、11月4日に地方官専断を禁止する太政官布告が出され、土木・賞典・窮民救助の専断が禁じられた。こうしたことを地方官が行なうと、規則が壊れ政体・財政に影響すると理由を付けた。地方独自の救済が実施されると人民の感謝が個々の地方官に向かい、政府・天皇の仁慈が不十分と見られかねないというわけである。
続いて明治4年11月27日に県治条例が出された。県治条例は中央政府である主務の省と、地方官にあたる参事の権限を明確にするものである。この条例で、中央の権限は済貧恤窮の方法を設けること、地方の権限は定額の救助のこととされた。定額とは具体的には窮民一時救助規則に定められた範囲内という意味で、その規則には明治2年以来の米15日分のほか、家屋料3から5両と農具の貸し渡しが地方の専決事項として定められていた。

## 規則の内容
規則による救済は家族および親族、ならびに近隣による扶養や相互扶助にて行うべきであるとし、どうしても放置できない「無告の窮民」（身寄りのない貧困者）だけはやむをえずこの規則により国庫で救済してよいとされた。
救済対象者は極貧者、老衰者、廃疾者、孤児等で、救済方法は米代を支給した。

## その後
恤救規則は1929年（昭和4年）の救護法、戦後1950年（昭和25年）の生活保護法へ引き継がれることとなる。